# 朝日昇
朝日 昇（あさひ のぼる、1968年1月5日 - ）は、日本の男性総合格闘家、絵描き、デザイナー、イラストレーターなどの創作者。本名は朝日 愼一（あさひ しんいち）。
A-pop/東京イエローマンズ主宰。元修斗世界フェザー級王者。修斗四天王の一人。
漫画『TOUGH』のキャラ、朝昇（ちょうしょう）のモデルである。1996年に『格闘技通信』の表紙を飾るが、この時から「奇人」と呼ばれるようになる。
現在は、プロ選手として活動し始めた時からそのセカンドキャリアとして考えていたデザインや絵を描くと言った創作活動をしながら、ジムの運営も行っている。

## 来歴
神奈川県横浜市出身。神奈川県立港北高等学校を経て、専修大学経営学部経営学科卒業。
1986年、専修大学入学と同時に、当時三軒茶屋にあった佐山聡のスーパータイガージムに入会、修斗を学ぶ。
1987年、スーパータイガージムに入会した1年目の後半、横浜の木口道場でも修斗クラスを開設する事が伝えられ、家から近いため木口道場に移籍する。木口道場の修斗クラスの初代メンバーの1人であり、格闘技を始めて2年目で指導を開始。この時木口道場を主宰する木口宣昭に依頼され、描いた木口道場のゴリラのロゴが初めてプロとして描いた作品。
1990年3月17日、プロ修斗公式戦、斎藤友行戦でプロデビュー。試合は腕ひしぎ十字固めで一本勝ち。
1992年3月27日、修斗ライト級（当時は-62kg）王者坂本一弘に挑戦し、2-0の判定勝ちを収め王座を獲得。
1992年7月23日、修斗ライト級タイトルマッチで田中健一の挑戦を受け、0-0の判定ドローで初防衛に成功。
1993年6月19日、修斗を広めるために全日本アマチュア修斗選手権大会を立案、第1回アマチュア修斗選手権を町田で開催する。町田で開催した理由は木口宣昭が町田市のレスリング協会の役員でレスリングマットが常設されていたためであった。この前年には全日本アマチュア修斗選手権大会の前身となる「アマチュア修斗オープン大会」を立案し木口道場で開催もしている。
1993年11月25日、プロ修斗公式戦で中井祐樹と対戦し、2-0の判定勝ち。
1995年4月、初代修斗プロデューサーとして日本プロシューティングの社員となると同時に、シューティングジム大宮へ移籍しジムの代表にもなる。この時は選手は辞め、プロからアマまで全てを統括するプロデューサーとして修斗を軌道に乗せる事が第一の目的であり、現在の修斗のシステムの基盤を築いた。と同時に「選手がいないからやってよ」と佐山から言われ、選手としても活動していた。
プロデューサーとして実行した事は多々あるが、具体的には例えば以下のようなものが挙げられる。
- 修斗をA〜Cにクラス分けし、クラスAとBはプロ、クラスCはアマチュアとするピラミッド形式のシステムを構築。

- 当時はまだ無かったアマチュアのワンマッチもシステム化、横浜フリーファイトや大宮フリーファイト、愛知のどえりゃあフリーファイトなどを開催し運営。後年は八景フリーファイト、小千谷フリーファイト、龍ヶ崎フリーファイトなども開催する。

- 1993年に自らが発足させた全日本アマチュア修斗選手権大会を引き継ぎ毎年開催し、定着させる。

- 修斗コミッションの前身となる審判部を設立。

- 当時の修斗は過去のアーカイブが無かったが、それらの記録を古い書籍等から一つ一つ抽出し編纂。

- 観客もまばらであったプロ修斗後楽園大会をチケットの入手が困難となる大会に導くなどプロ大会の活性化。

- 修斗グローブの開発。

- マウントポジションからの打撃攻撃を含むいわゆる「バーリトゥード」は理解されていなかったが、「時代は必ずこうなるから。これはみんなの話し合いはいらないから実行させて。」と言う佐山からの言葉を受け、プロ修斗公式戦にも取り入れ、現在に繋がるルール改革を決行。

1996年7月7日、VALE TUDO JAPAN '96のメインイベントでホイラー・グレイシーと対戦し、スリーパーホールドで一本負け。
1998年1月17日、ホイラー・グレイシー戦後に膝の手術も行い約1年半の間が空いた復帰戦となるプロ修斗公式戦で、アトランタ五輪グレコローマンレスリング銀メダリストのデニス・ホールと対戦し、腕ひしぎ十字固めで一本勝ち。
1998年4月26日、SHOOT THE SHOOTO XXでアレッシャンドリ・フランカ・ノゲイラと対戦し、フロントスリーパーホールドで一本負け。
1998年10月25日、VALE TUDO JAPAN '98でホイラー・グレイシーの最大のライバルの1人であったジョン・ホーキと対戦し、8分3Rドロー。
1999年3月28日、修斗ライト級タイトルマッチで巽宇宙の挑戦を受け、1-1の判定ドローで2度目の王座防衛に成功。
1999年9月5日、修斗ライト級タイトルマッチでアレッシャンドリ・フランカ・ノゲイラの挑戦を受け、フロントスリーパーホールドで一本負けを喫し王座から陥落した。
2000年9月15日、再び膝の手術を受けたりしたため試合からは遠ざかっていたが、プロ修斗公式戦で植松直哉と対戦し、0-2の判定負け。
2001年9月、東京都北区東十条に自身のジム「東京イエローマンズ」を設立し、と同時に、創作活動の拠点として「A-pop」を発足、創作活動に重点を置き始めた。
2003年6月25日、約2年9か月ぶりの復帰戦となったDEEPでTAISHOと対戦し、パウンドでTKO負け。
2004年、長年の古傷であった頸椎損傷による左手の痺れなどの症状が悪化、主治医の診療を受けたところ「治癒する見込みは無く、練習を今までのようにする事は不可能」と告げられプロ選手活動を終え、デザインや絵などの創作活動を本格化し、ジムでもより指導に重点を置くようシフトチェンジ。
2010年、「任意団体」である修斗の不透明な運営体制等に関する問題提議において様々な提言を行った。同時に、勃興しつつある世界のMMAの中でどう修斗が生き残るべきかと考え、大きな資本のもと「株式会社修斗」を設立、ベラトールとの提携等様々なプランニングを提出したが、当時はほぼ理解されなかった。また、一部の格闘技マスコミには事実を調べずに一方的に悪人であるかのような書かれ方をされたりもした。これらのいわゆる「修斗問題」では告発側、および世界に准ずるための提案側のリーダー的存在であったが、これを機に修斗からは完全に離れた。

## 人物・エピソード・アート活動 他
- 子供の頃から絵が得意。勉強に意義を見出せず勉強をする事はあまり無かったが、成績は学校でもトップクラスであった。しかし、特に幼少の頃は体が弱く、小学生の頃は小学校のサッカーチームにも所属するなどスポーツは好きではあったが、スポーツに於いてはごく平凡なレベルの少年であった[3]。
- 中学、高校では野球部に所属、それまで格闘技の経験は無く一般入試により大学を受験した。志望校に落ち入学した専修大学はレスリングの名門であるが、レスリング部への所属経験はなかった[3]。
- 現在は自身のジム「東京イエローマンズ」を運営すると同時に、「A-pop」を拠点にデザイナーや絵を描くなどの創作活動を行っている。
- 現役時代は関節技を得意としていたが、相手の良さや光を消し完封する事を軸に戦略を組み立てていたため、時に消極的に捉えられ批判された時もあった[10]。
- 逆三角形顔の輪郭と崩れた歯列と西洋人のような顔立ちが特徴であり、当時の趣味はアメコミや小さい頃に見ていたウルトラマンなどの「フィギュア収集」でありステレオタイプの格闘技選手とは一線を画していた。「奇人」の名の由来は、一つの事に没頭する姿を見た雑誌の編集長が名付けた[10]。
- 東洋水産 マルちゃん「麺づくり」のCMにウッチャンナンチャンらと出演。
- 京都大学の学園祭にて講演会を開催。
- 各種アパレルデザインを国内外問わず行い、グアムを本拠とするFOKAIや同じくグアムのSpike22、JEET KUNE DO、BODYMAKER、LUDUS SPORTS、counter culture、アメリカ・ミルウォーキーのBJJ LIFE、日本とオランダ、ドイツを中心に展開するMSOGrなど多数のブランドのデザインを手掛けている。[11]
- グアム政府観光局公式サイト「ウィークリーグアム」では、「こちらは日本のデザイナーとコラボレーションしたもの。グアムと和の要素が上手くマッチしていて、人気のデザインとなっているそうです。」と紹介もされている。[12]
- ハードコアバンドオリンポス16闘神のTシャツのデザインを手掛け、2015年3月より同バンドの暴徒鎮圧担当としてメンバーに加入[13]。
- Outrage[14]、pullingteeth[15]などのバンドとの対バンTシャツやコラボTシャツのデザインも行った。
- ロゴデザインも国内外問わず行っており、東京の上野アメ横のビンテージスケーターショップ「JONNY BEE」、FM東京フリーペーパー 番組タイムテーブル、サムライTV「蝶野王国」、全日本キックボクシング連盟、 '07 池袋演劇祭参加「演会」、サプリメントブランド「HALEO」、同「ATHLECHEER」、PohnpeiのCalvary Christian Academyの少年バスケットボールチーム「CCA Marlins」、 東京都江東区「のぞみ整骨院」など多種多様のロゴをデザイン。[16]
- イーストライツ社から発行の「Free&Easy」誌の桑田佳祐特集号では桑田へのメッセージと共に、桑田の似顔絵を描いた。
- ベースボールマガジン社より発行の「格闘技通信」誌では、長年に渡り誌面やモバイルの似顔絵コーナーや表紙絵、イラストを担当。
- 横浜市金沢区の「毎日イタリアンとみおか食堂LITA」 には制作したオブジェ、秋田県横手市の「 NS. coffee stand  」には描いた絵、東京都港区六本木の「BAR M Base 六本木」にも描いた絵がそれぞれ展示されている。
- 「Noboru Asahi Art Exhibition」や「朝日昇 X 佐藤ゆか 二人展」などの個展や展示会も数回開催し、現代手工業乃党主催の「部屋を彩るもの ホームアクセサリー 展」[17]へも共同で出展した。[18]
- 2016年2月「ゴーゴーカレー」のテーマソングにコーラスとして参加し、MVにも出演。[19]
- 2016年7月、映画「VEGETABLE」に出演。同時に、タイトルロゴのデザインも行った。[20]
- 2019年11月、YouTubeに「朝日昇の奇人チャンネル」を開設。[21]

## 戦績

### 総合格闘技
| 総合格闘技 戦績 | 総合格闘技 戦績 | 総合格闘技 戦績 | 総合格闘技 戦績 | 総合格闘技 戦績 | 総合格闘技 戦績 | 総合格闘技 戦績 |
| --------------- | --------------- | --------------- | --------------- | --------------- | --------------- | --------------- |
| 30 試合         | (T)KO           | 一本            | 判定            | その他          | 引き分け        | 無効試合        |
| 19 勝           | 0               | 14              | 5               | 0               | 5               | 0               |
| 6 敗            | 1               | 3               | 2               | 0               | 5               | 0               |

| 勝敗 | 対戦相手                             | 試合結果                           | 大会名                                                      | 開催年月日     |
| ×    | TAISHO                               | 3R 0:42 TKO（パウンド）            | DEEP 10th IMPACT in KORAKUEN HALL                           | 2003年6月25日  |
| ×    | 植松直哉                             | 5分3R終了 判定0-2                  | 修斗 R.E.A.D.                                               | 2000年9月15日  |
| ×    | アレッシャンドリ・フランカ・ノゲイラ | 2R 3:29 フロントスリーパーホールド | IV 修斗 the Renaxis 1999 【修斗ライト級タイトルマッチ】     | 1999年9月5日   |
| △    | 巽宇宙                               | 5分3R終了 判定1-1                  | II 修斗 the Renaxis 1999 【修斗ライト級チャンピオンシップ】 | 1999年3月28日  |
| △    | ジョン・ホーキ                       | 8分3R終了 時間切れ                 | VALE TUDO JAPAN '98                                         | 1998年10月25日 |
| ○    | トレント・ベギス                     | 1R 3:01 チキンウィングアームロック | 修斗 Las Grandes Viajes 5                                   | 1998年8月29日  |
| ×    | アレッシャンドリ・フランカ・ノゲイラ | 1R 1:06 フロントスリーパーホールド | SHOOT THE SHOOTO XX                                         | 1998年4月26日  |
| ○    | デニス・ホール                       | 2R 4:18 腕ひしぎ十字固め           | 修斗 Las Grandes Viajes 1                                   | 1998年1月17日  |
| ×    | ホイラー・グレイシー                 | 1R 5:07 スリーパーホールド         | VALE TUDO JAPAN '96                                         | 1996年7月7日   |
| ○    | レアンドロ・アゼベド                 | 1R 1:04 ヒールホールド             | 修斗                                                        | 1996年3月5日   |
| ○    | ルード・アルワート                   | 1R 1:21 ギブアップ（パウンド）     | 修斗                                                        | 1996年1月20日  |
| ○    | アンソニー・レイン                   | 1R 3:41 腕ひしぎ十字固め           | 修斗                                                        | 1995年9月26日  |
| ○    | レオニード・ザスラフスキー           | 3R 0:48 ヒールホールド             | 修斗                                                        | 1995年7月29日  |
| ○    | 御影九平                             | 3分5R終了 判定3-0                  | 修斗                                                        | 1994年11月7日  |
| ○    | 松本望                               | 1R 0:13 チキンウィングアームロック | 修斗                                                        | 1994年9月26日  |
| ○    | 阿部晋治                             | 1R 0:41 スリーパーホールド         | 修斗                                                        | 1994年5月6日   |
| ○    | 中井祐樹                             | 3分5R終了 判定2-0                  | 修斗                                                        | 1993年11月25日 |
| ○    | 鈴木マサト                           | 5R 1:39 腕ひしぎ十字固め           | 修斗                                                        | 1993年6月24日  |
| ○    | 石崎隆                               | 5R 0:43 腕ひしぎ十字固め           | 修斗                                                        | 1992年11月27日 |
| ○    | 菅野浩之                             | 2R 1:05 腕ひしぎ十字固め           | 修斗                                                        | 1992年9月25日  |
| △    | 田中健一                             | 3分5R終了 判定0-0                  | 修斗 【修斗ライト級チャンピオンシップ】                     | 1992年7月23日  |
| ○    | 坂本一弘                             | 3分5R終了 判定2-0                  | 修斗 【修斗ライト級チャンピオンシップ】                     | 1992年3月27日  |
| △    | 田中健一                             | 3分5R終了 判定1-1                  | 修斗                                                        | 1991年12月23日 |
| ○    | 鈴木マサト                           | 1R 膝十字固め                      | 修斗                                                        | 1991年10月17日 |
| △    | 田中智宏                             | 3分4R終了 判定1-0                  | 修斗                                                        | 1991年8月3日   |
| ×    | 坂本一弘                             | 3分5R終了 判定0-3                  | 修斗                                                        | 1991年3月29日  |
| ○    | 石崎隆                               | 3分4R終了 判定3-0                  | 修斗                                                        | 1990年11月28日 |
| ○    | 菅野浩之                             | 1R 0:38 腕ひしぎ十字固め           | 修斗                                                        | 1990年9月8日   |
| ○    | 千木良一美                           | 3分3R終了 判定3-0                  | 修斗                                                        | 1990年7月7日   |
| ○    | 斎藤友行                             | 1R 2:54 腕ひしぎ十字固め           | 修斗                                                        | 1990年3月17日  |

### グラップリング
| 勝敗 | 対戦相手 | 試合結果       | 大会名             | 開催年月日   |
| ×    | 松本秀彦 | 2R終了 判定0-3 | ZST GT-F 【1回戦】 | 2004年3月7日 |

## 獲得タイトル
- 第3代修斗ライト級王座（1992年）